# 顏世錫
顏世錫（1930年5月29日—2016年4月18日），生於中國大陸山東省昌邑縣，前中華民國警察，曾任中華民國內政部警政署第七任署長。

## 學、經歷及簡介
學歷：台灣省警察學校警員班第3期、中央警官學校業訓班及高級行政研究班第1期、美國聖荷西大學司法行政碩士。美國奧克拉荷馬市立大學榮譽法學博士學位、康乃狄克州西海芬市紐海芬大學榮譽博士。
經歷：警員、辦事員、科員、副分局長、秘書、主任、分局長、專員、直轄市分局長、科長、局長、警專教育長、直轄市局長、警大校長等要職。顏世錫在台灣警察史上，是最年輕的分局長、局長，也是最年老的署長。曾獲頒一等警察獎章、金甌甲種獎章及三等景星勳章。
擔任警界任何職務，向以「爭取預算」及「培養人才」為兩大要務，先後促成臺灣警察學校及中央警官學校分別改制為「臺灣警察專科學校」及「中央警察大學」，建立完善的警察教育制度。用人哲學乃「不分派系」，對部屬從不疾言厲色。
擔任臺北市政府警察局局長時期，為華南銀行搶案選送2名鑑識人員到美國康州實驗室接受槍彈鑑識訓練；接任中央警官學校校長後，與李昌鈺博士規劃成立鑑識科學系與資訊管理系，奠定日後台灣警察在刑事鑑識與數位偵查科技、資訊專業方面良好基礎。
50歲時靠聽空中英語教室苦讀自學英文，赴美攻讀碩士。任職臺北市警察局長時，向前故宮副院長江兆申習字，寫了一手楷書好字，退休後更開始學國畫，有警界儒將之稱。
長期服務警界，戮力達成各項重大治安事件及重大刑案等任務，對穩定社會治安及國家安全殊具貢獻。畢生奉獻警政工作，培養警界人才。「對事嚴厲，對人寬厚」的好典範更讓他享有「警界才子」的美譽。

2016年4月，在警大上完課返家休息，被家人發現陷入昏迷，經送台北市立萬芳醫院急救，診斷為腦溢血。4月18日，病逝萬芳醫院，享壽86歲。

## 生平事略
1930年，生於山東昌邑，為孔子門生復聖顏回的第77代裔孫。顏家世代以詩書傳家，祖父、父親都是士儒。幼年時接受嚴格教育，熟讀詩書經典。
1949年，大陸變色後隨政府流亡來台，隨後報考警察學校，從一線一星的警員做起。21歲普通考試及格，22歲高等考試及格，同榜考中的還有林洋港及邱創煥。
1958年，升任板橋、新莊副分局長。
1959年，調任桃園縣警局秘書。
1962年2月，調任桃園縣警察局戶口室主任。
1963年7月，升任花蓮縣警察局鳳林分局分局長，為當年全國最年輕的分局長（33歲）。
1965年7月，調任臺灣省政府警務處專員。
1968年7月，調任臺北市政府警察局景美分局，第1任分局長。
1972年7月，調任臺北市政府警察局建成分局長。
1973年4月，任職內政部警政署總務科科長。將警用巡邏車從吉普車改為轎車，並把警車顏色從紅色，換成現在的黑白相間。
1974年8月，升任嘉義縣警察局局長，是當年全國最年輕的局長（44歲）。
1976年7月，升任桃園縣警察局局長。
1977年6月，升任台北縣（現改為新北市）警察局局長。任內偵破全台第1起江子翠分屍案，轟動一時。
1978年6月，就任臺灣省警察學校教育長。向當時省主席林洋港先生爭取到5億多的經費，擴充圖書館、運動場、游泳池等設施，將警察學校改制為「警察專科學校」。
1982年2月，升任臺北市政府警察局局長。任內首創現代化勤務中心，成立隸屬於臺北市政府警察局刑事警察營的特警隊簡稱霹靂小組，打擊犯罪強化治安力量。向中央爭取預算，親自參與建築規劃，籌建臺北市政府警察局（現址）鋼骨結構大樓，樓頂可供直升機起降，為當時最具前瞻性設計理念。台灣治安史上「持槍搶劫銀行」第1人李師科土銀搶案，也是在其任內偵破。
5年任局長內期間維護治安成績卓著，多次獲頒獎章。
1983年，偵破世華銀行劫鈔案獲頒一等三級警察獎章。
1984年，對國家安全著有功績獲頒金甌甲種獎章。
1985年，縣市長及省市議員 選舉治安維護工作卓著獲頒一等二級警察獎章。
1986年，執行一清專案功績卓著獲行政院頒一等一級警察獎章。
1987年5月，就任中央警官學校第十任校長，長達8年之久。就任後立即著手：第一、把警官學校改為警察大學，第二、成立世界警察博物館，第三、成立鑑識科學系及資訊管理系。
世界警察博物館的籌建：鑒於當時參考世界各國警察資料十分缺乏，成立「世界警察博物館」，蒐集全世界各個國家警察的種種資料，參考世界各國警察行政的走向。警察博物館則是用了2億7千萬元的經費，花了6年的時間，完成全世界第一座世界性警察博物館。與美國阿拉巴馬大學合辦「鑑識科學評論」雜誌，為首刊發行創辦人。把頂尖鑑識科學的資料引進國內。為提升警察學術研究水準，8年期間設立研究所、博士班，並增設資訊管理、鑑識科學、國境警察、水上警察、行政管理及法律等 6 學系。為提升員警應付危急槍戰之應變能力，以最少的經費引進國內第一座室內電腦全自動靶場，大幅提升安全與訓練效能。
1988年，應邀以「以人為本的警政」為題，至美國波特蘭市在國際警察首長協會年會
（The International Association of Chiefs of Police, IACP （页面存档备份，存于））以英文發表演講。
1995年5月1日，退休前1個月臨危授命接任警政署長，為內政部警政署第七任署長，被戲稱為歷任最年長的警政署長。提出「警察國家化」、「執法中立化」、「觀念現代化」三項目標，朝維護警察尊嚴、提升警察士氣、要求警察紀律、加強團隊精神及提高工作效率等五大方向。為整飭警察吃案歪風，創立警察受理報案三聯單機制，使刑事報案透明化，落實受理報案紀律，藉由標準化的流程呈現刑案數字的真實化。對於犯罪偵防方面，提出建立資料庫構想，以大數據方式讓各縣市警務人員分享案件偵辦資料，提升整體破案效率，發揮資訊共享作用。1996年3月23日舉行第九任總統副總統選舉，為中華民國首次公民直選正副元首。當時共軍擴大軍演，兩岸關係緊繃，社會對立氣氛致使治安維護壓力沉重，親至全省坐鎮交付任務，順利產生民選正副元首，圓滿達成任務。1年後，因周人蔘電玩案負起政治責任請辭退休。
1996年6月請辭署長退休，歷年打擊犯罪維護社會治安及秩序功績卓著，獲聘總統府國策顧問，並榮獲李登輝總統頒發三等景星勳章。
服務警界曾經兩度辭職。第一次是任台北市警察局局長時，保安大隊支援警政署擔任署長警衛勤務的警員溫錦隆涉及結夥搶劫銀行案件，引咎辭職成為第二天各報的頭版頭條新聞，沖淡民眾對警察不良形象。任警政署長發生周人蔘電動玩具弊案，牽連警界數十人，對警察形象傷害很大，請辭表示負責。
退休後於1997年，率領警政署考察團赴日歐觀摩他國警察制度，並於自由時報發表兩篇文章，針對勤務、人事、教育，為警政制度建言。
2013年10月，在顏世錫推手催生下，由中央警察大學、警政署經3年努力，警大警政管理學院院長章光明教授主編，20位教授專家共同撰寫的《台灣警政發展史》正式出版，引述“以古為鏡可以知興替”，讓外界更清楚知道基層警察的辛苦。這也是顏世錫長年關注警察制度，對警界未來發展提供針砭建言。

## 孜孜不倦、終身學習
54歲在台北市政府警察局任內向故宮博物院江兆申副院長開始學習書法，長於楷行草篆，他所寫的「般若波羅蜜多心經」，心正筆正，靈秀逼人，是親友故舊爭相收藏的珍品。72歲開始向吳平學習國畫。2015年3月27日，在警察大學誠園藝廊舉辦與吳平大師、李貞吉老師聯展，展出個人書畫作品近百幅，看不出是古稀之年才開始拜師學藝的業餘之作。

受到海基會故董事長辜振甫的啟發，加上前行政院長郝柏村的鼓勵，75歲又開始學習唱京劇，與郝柏村粉墨登場，在國軍藝文中心首度登台演出。顏世錫唱的劇碼是「二進宮」，講的是明朝忠臣徐延昭、楊波，共保幼主，使篡逆之謀消滅、明室以安的情節，博得滿堂彩。

## 荣誉

### 中华民国勋章奖章
- 三等景星勋章（1996年6月21日于台北总统府颁授[2]）

### 褒揚令
總統令 中華民國105年4月26日
華總二榮字第10500035550號
　　總統府國策顧問、內政部警政署前署長顏世錫，融通淳厚，睿達弘敏。少歲流離播遷，當艱彌奮，卒業中央警官學校；嗣負笈遊美，獲加州州立聖荷西大學司法行政碩士學位，志華日月，礱砥耽研。由基層員警累升至嘉義縣、桃園縣、臺北縣暨臺北市警察局局長等職，推動預防宣導服務，精進轄內警政事宜，積勤恪慎，督厲嚴謹。尤以中央警察大學校長任內，健全警官教育結構，完善館舍軟硬體設施；籌組資訊鑑識學系，深化學術研究交流，覃思謨遠，務實求新；紓籌獻替，校譽丕隆。復銜命接掌警政署署長，建立警察典章制度，設置勤務指揮中心；擘劃報案三聯單機制，提升執勤巡邏效能；數度偵破重大刑案，悉力社會治安維護，靖匡運帷，創見屢標；遐邇一體，明效大驗。公餘潛心浸淫翰墨，曉暢英國語文，夙有「警界儒將」雅稱，志道游藝，卓蜚聲采。曾獲頒多座警察獎章、金甌甲種獎章、三等景星勳章暨美國榮譽法學博士等殊榮。綜其生平，主警政以成扶世安民懋績，持校務則存育才惠國胸臆，新硎藎猷，正理平治；功緒策勛，貽範今古。遽聞溘然長辭，曷勝軫悼，應予明令褒揚，用示政府篤念賢彥之至意。
總　　　統　馬英九
行政院院長　張善政